# Campeonato Europeo de Natación en Piscina Corta de 1996
El I Campeonato Europeo de Natación en Piscina Corta se celebró en Rostock (Alemania) entre el 13 y el 15 de diciembre de 1996. Fue organizado por la Liga Europea de Natación (LEN) y la Federación Alemana de Natación. 
Las competiciones se realizaron en el Neptun-Schwimmhalle de la ciudad alemana.

## Resultados

### Masculino
| Evento           | Oro                                                                                | Plata                                                                                    | Bronce                                                                       |
| ---------------- | ---------------------------------------------------------------------------------- | ---------------------------------------------------------------------------------------- | ---------------------------------------------------------------------------- |
| 50 m libre       | Mark Foster Reino Unido 22,25                                                      | René Gusperti · Italia · 22,51                                                           | Dmitri Kalinovski · Bielorrusia · 22,57                                      |
| 100 m libre      | Lars Conrad · Alemania · 48,90                                                     | Nicolae Butacu · Rumania · 49,46                                                         | Nicolae Ivan · Rumania · 49,56                                               |
| 200 m libre      | Lars Conrad · Alemania · 1:45,97                                                   | Andrew Clayton Reino Unido 1:47,35                                                       | Konstantin Dubrovin · Alemania · 1:48,60                                     |
| 400 m libre      | Emiliano Brembilla · Italia · 3:45,52                                              | Stefan Pohl · Alemania · 3:48,10                                                         | Dimitrios Maganas · Grecia · 3:48,29                                         |
| 1500 m libre     | Igor Snitko · Ucrania · 14:46,59                                                   | Ian Wilson Reino Unido 14:5424                                                           | Thomas Lohfink · Alemania · 15:04,13                                         |
| 50 m espalda     | Mariusz Siembida · Polonia · 25,03                                                 | Tomislav Karlo · Croacia · 25,14                                                         | Stev Theloke · Alemania · 25,15                                              |
| 100 m espalda    | Mariusz Siembida · Polonia · 53,56                                                 | Stev Theloke · Alemania · 53,87                                                          | Emanuele Merisi · Italia · 54,39                                             |
| 200 m espalda    | Emanuele Merisi · Italia · 1:54,91                                                 | Nicolae Butacu · Rumania · 1:56,29                                                       | Stev Theloke · Alemania · 1:56,51                                            |
| 50 m braza       | Patrik Isaksson · Suecia · 27,76                                                   | Jens Kruppa · Alemania · 27,77                                                           | Daniel Málek · República Checa · 27,84                                       |
| 100 m braza      | Jens Kruppa · Alemania · 1:00,15                                                   | Patrik Isaksson · Suecia · 1:00,45                                                       | Alexandre Gukov · Bielorrusia · 1:00,94                                      |
| 200 m braza      | Alexandre Gukov · Bielorrusia · 2:09,86                                            | Artur Paczyński · Polonia · 2:10,69                                                      | Jens Kruppa · Alemania · 2:10,70                                             |
| 50 m mariposa    | Mark Foster Reino Unido 23,91                                                      | Fabian Hieronimus · Alemania · 24,07                                                     | Jonas Åkesson · Suecia · 24,25                                               |
| 100 m mariposa   | Thomas Rupprath · Alemania · 53,22                                                 | Fabian Hieronimus · Alemania · 53,70                                                     | Denislav Kalchev Bulgaria 54,02                                              |
| 200 m mariposa   | Chris-Carol Bremer · Alemania · 1:57,04                                            | Thomas Rupprath · Alemania · 1:57,30                                                     | David Abrard · Francia · Adrian Andermatt · Suiza · 1:59,23                  |
| 100 m estilos    | Marcel Wouda · Países Bajos · 54,62                                                | Jens Kruppa · Alemania · 54,82                                                           | Christian Keller · Alemania · 55,45                                          |
| 200 m estilos    | Marcel Wouda · Países Bajos · 1:56,83                                              | Christian Keller · Alemania · 1:58,52                                                    | Krešimir Čač · Croacia · 2:01,45                                             |
| 400 m estilos    | Marcel Wouda · Países Bajos · 4:08,90                                              | Christian Keller · Alemania · 4:13,03                                                    | Uwe Volk · Alemania · 4:15,69                                                |
| 4 × 50 m libre   | Alemania · Lars Conrad · Christian Tröger · Tim Nolte · Steffen Smollich · 1:29,54 | Croacia · Tomislav Karlo · Miloš Milošević · Miro Žeravica · Alen Lončar · 1:29,69       | Noruega · Anders Dahl · Vermund Vetnes · Thomas Sopp · Thomas Nore · 1:30,40 |
| 4 × 50 m estilos | Alemania · Stev Theloke · Jens Kruppa · Fabian Hieronimus · Lars Conrad · 1:38,28  | Italia · Emanuele Merisi · Dominico Fioravanti · Luca Belfiore · René Gusperti · 1:38,50 | Reino Unido Neil Willey Richard Maden Mark Foster Simon Handley 1:38,72      |

### Femenino
| Evento           | Oro                                                                                          | Plata                                                                                     | Bronce                                                                                  |
| ---------------- | -------------------------------------------------------------------------------------------- | ----------------------------------------------------------------------------------------- | --------------------------------------------------------------------------------------- |
| 50 m libre       | Sandra Völker · Alemania · 24,67                                                             | Susan Rolph Reino Unido 25,32                                                             | Vibeke Johansen · Noruega · 25,38                                                       |
| 100 m libre      | Sandra Völker · Alemania · 53,04                                                             | Susan Rolph Reino Unido 54,46                                                             | Martina Moravcová · Eslovaquia · 54,95                                                  |
| 200 m libre      | Martina Moravcová · Eslovaquia · 1:57,22                                                     | Antje Buschschulte · Alemania · 1:58,34                                                   | Carla Geurts · Países Bajos · 1:59,16                                                   |
| 400 m libre      | Kristýna Kyněrová · República Checa · 4:09,94                                                | Carla Geurts · Países Bajos · 4:10,36                                                     | Chantal Strasser · Suiza · 4:13,45                                                      |
| 800 m libre      | Carla Geurts · Países Bajos · 8:34,66                                                        | Flavia Rigamonti · Suiza · 8:39,20                                                        | Sarah Collings Reino Unido 8:42,42                                                      |
| 50 m espalda     | Sandra Völker · Alemania · 27,94                                                             | Antje Buschschulte · Alemania · 28,55                                                     | Suze Valen · Países Bajos · 28,66                                                       |
| 100 m espalda    | Antje Buschschulte · Alemania · 1:00,21                                                      | Kateřina Pivoňková · República Checa · 1:01,69                                            | Alenka Kejžar Eslovenia 1:01,93                                                         |
| 200 m espalda    | Kateřina Pivoňková · República Checa · 2:08,15                                               | Antje Buschschulte · Alemania · 2:09,54                                                   | Alenka Kejžar Eslovenia 2:12,20                                                         |
| 50 m braza       | Vera Lischka · Austria · 31,36                                                               | Terrie Miller · Noruega · 31,47                                                           | Hanna Jaltner · Suecia · 32,04                                                          |
| 100 m braza      | Terrie Miller · Noruega · 1:07,91                                                            | Vera Lischka · Austria · 1:08,18                                                          | Alicja Pęczak · Polonia · 1:08,33                                                       |
| 200 m braza      | Alicja Pęczak · Polonia · 2:26,11                                                            | Alenka Kejžar Eslovenia 2:27,33                                                           | Anne Poleska · Alemania · 2:27,57                                                       |
| 50 m mariposa    | Johanna Sjöberg · Suecia · 27,15                                                             | Sandra Völker · Alemania · 27,23                                                          | Marja Pärssinen · Finlandia · 27,69                                                     |
| 100 m mariposa   | Johanna Sjöberg · Suecia · 58,80                                                             | Sandra Völker · Alemania · 59,94                                                          | Julia Voitovitsch · Alemania · 1:00,51                                                  |
| 200 m mariposa   | Bárbara Franco Solana · España · 2:10,20                                                     | Johanna Sjöberg · Suecia · 2:10,92                                                        | María Peláez · España · 2:11,36                                                         |
| 100 m estilos    | Susan Rolph Reino Unido 1:01,91                                                              | Martina Moravcová · Eslovaquia · 1:01,98                                                  | Sabine Herbst · Alemania · 1:02,46                                                      |
| 200 m estilos    | Susan Rolph Reino Unido 2:10,60                                                              | Alicja Pęczak · Polonia · 2:13,07                                                         | Sabine Herbst · Alemania · 2:13,29                                                      |
| 400 m estilos    | Sabine Herbst · Alemania · 4:39,26                                                           | Beatrice Căslaru · Rumania · 4:41,76                                                      | Pavla Chrástová · República Checa · 4:42,07                                             |
| 4 × 50 m libre   | Alemania · Katrin Meißner · Marianne Hinners · Silvia Stahl · Sandra Völker · 1:41,15        | Suecia · Johanna Sjöberg · Linda Olofssen · Nelly Jörgensen · Malin Svahnstrom · 1:42,18  | Suiza · Dominique Diezi · Andrea Quadri · Sandrine Paquier · Chantal Strasser · 1:44,90 |
| 4 × 50 m estilos | Alemania · Antje Buschschulte · Sylvia Gerasch · Julia Voitovitsch · Sandra Völker · 1:51,79 | Países Bajos · Suze Valen · Madelons Baans · Wilma van Hofwegen · Angela Postma · 1:52,80 | Suecia · Nelly Jörgensen · Hanna Jaltner · Johanna Sjöberg · Linda Olofssen · 1:53,06   |

## Medallero
| Núm. | País            | Oro | Plata | Bronce | Total |
| ---- | --------------- | --- | ----- | ------ | ----- |
| 1    | Alemania        | 14  | 14    | 10     | 38    |
| 2    | Reino Unido     | 4   | 4     | 3      | 11    |
| 3    | Países Bajos    | 4   | 2     | 2      | 8     |
| 4    | Suecia          | 3   | 3     | 3      | 9     |
| 5    | Polonia         | 3   | 2     | 1      | 6     |
| 6    | Italia          | 2   | 2     | 1      | 5     |
| 7    | República Checa | 2   | 1     | 2      | 5     |
| 8    | Noruega         | 1   | 1     | 2      | 4     |
| 9    | Eslovaquia      | 1   | 1     | 1      | 3     |
| 10   | Austria         | 1   | 1     | 0      | 2     |
| 11   | Bielorrusia     | 1   | 0     | 2      | 3     |
| 12   | España          | 1   | 0     | 1      | 2     |
| 13   | Ucrania         | 1   | 0     | 0      | 1     |
| 14   | Rumania         | 0   | 3     | 1      | 4     |
| 15   | Croacia         | 0   | 2     | 1      | 3     |
| 16   | Suiza           | 0   | 1     | 3      | 4     |
| 17   | Eslovenia       | 0   | 1     | 2      | 3     |
| 18   | Bulgaria        | 0   | 0     | 1      | 1     |
| 18   | Finlandia       | 0   | 0     | 1      | 1     |
| 18   | Francia         | 0   | 0     | 1      | 1     |
| 18   | Grecia          | 0   | 0     | 1      | 1     |
|      | TOTAL           | 38  | 38    | 39     | 115   |